# ナギ
ナギ（梛、学名: Nageia nagi）は、裸子植物のマキ科ナギ属に分類される常緑高木の1種である。マキ属に分類されることも多かったが (Podocarpus nagi)、葉の形態や分子系統学的研究から別属とされるようになった。針葉樹の仲間であるが、葉は幅広く被子植物のように見える（図1）。種子は鱗片が発達した套皮で包まれて核果状になる。本州南部から台湾、中国南部に分布し、また世界各地の暖地で植栽されている。日本ではしばしば神社に植栽され、特に熊野権現との関わりが深い。「ナギ」の名は、葉がコナギ（古名はナギ）の葉に似ていることに由来するとされる。

## 特徴
常緑性の高木であり、直立し、大きなものは高さ25メートル (m)、幹の直径は 1.5 m に達する（下図2a）。葉が密生し円形の樹冠を形成する。樹皮は平滑で黒褐色から灰褐色、あるいは紫褐色で、鱗片状に浅く剥がれてその跡は紅黄色になる（下図2b）。枝は半円柱状、小枝は対生し、硬く無毛、扁圧されている。
葉は十字対生するが、葉柄がねじれて二列対生のように見える（図1, 2c）。葉身は針葉樹としては独特で、卵形から長楕円状披針形、全縁、2–9 × 0.7–3 センチメートル (cm)、基部はくさび形、先端は切形、鈍形または鋭尖形（図1, 2c）。葉は厚く革質、無毛、中央脈はないが基部で二又分枝し先端で収束する細い平行脈が多数あり、表面は深緑色で光沢があり、裏面はやや白色を帯びる（図1, 2c）。葉は縦には容易に裂けるが、横にはなかなかちぎれない。葉と枝はともに無毛。根に根粒状の構造（窒素固定能は見つかってない）をもつ。冬芽は雄花、雌花ともに一年枝の葉腋につく。
雌雄異株で"花期"は3–6月。"雄花"は円柱状、長さ 0.5–2 cm、数個がまとまって前年枝の葉腋に束生する（図2c, 3a）。"雄しべ"（小胞子葉）には2個の"葯室"（花粉嚢、小胞子嚢、雄性胞子嚢）がある。"雌花"は前年枝の葉腋に単生し、有柄（長さ4.5–13ミリメートル (mm)）、数個の鱗片と1個の倒生胚珠からなる。種托は肥厚せず、種子は鱗片が肉質化した套皮（とうひ）で包まれ、球形で直径 10–15 mm、粉白を帯び最初は緑色だが、8–11月に熟し、紫褐色になる（図3b）。種子本体の基部は尖り、頂端は丸みを帯び、表面には点状のくぼみが密にある。染色体数は 2n = 26 (29)。

## 分布・生態
日本の本州（式根島、紀伊半島、山口県など）、四国、九州、南西諸島、台湾、海南島、朝鮮半島、中国南部の暖帯から亜熱帯域に分布する。ただし古くから植栽されているため自然分布域外にも見られ、伊豆や奈良県、朝鮮半島のものは、植栽されたものに由来するとされる。常緑広葉樹林に生育する。
ナギは葉、種子、根などにアレロパシー物質であるナギラクトン (nagilactone) をもつことが知られており、他の植物の発芽や生長を抑制する。

## 保全状況評価
国際自然保護連合 (IUCN) のレッドリストでは、ナギは近危急種（NT）に指定されている。
日本全体としては絶滅危惧等の指定はないが、愛媛県では情報不足、鹿児島県では分布特性上重要な種とされている。
山口県の「小郡町ナギ自生地北限地帯」、奈良県の「春日神社境内ナギ樹林」、和歌山県の「熊野速玉神社のナギ」（下図5a）、愛知県の「牛久保のナギ」（下図4）は国の天然記念物に指定されている。そのほかにも茨城県行方市、岐阜県養老町、和歌山県有田市、愛媛県伊予市、熊本県天草市など自治体が天然記念物等に指定している例も多い。

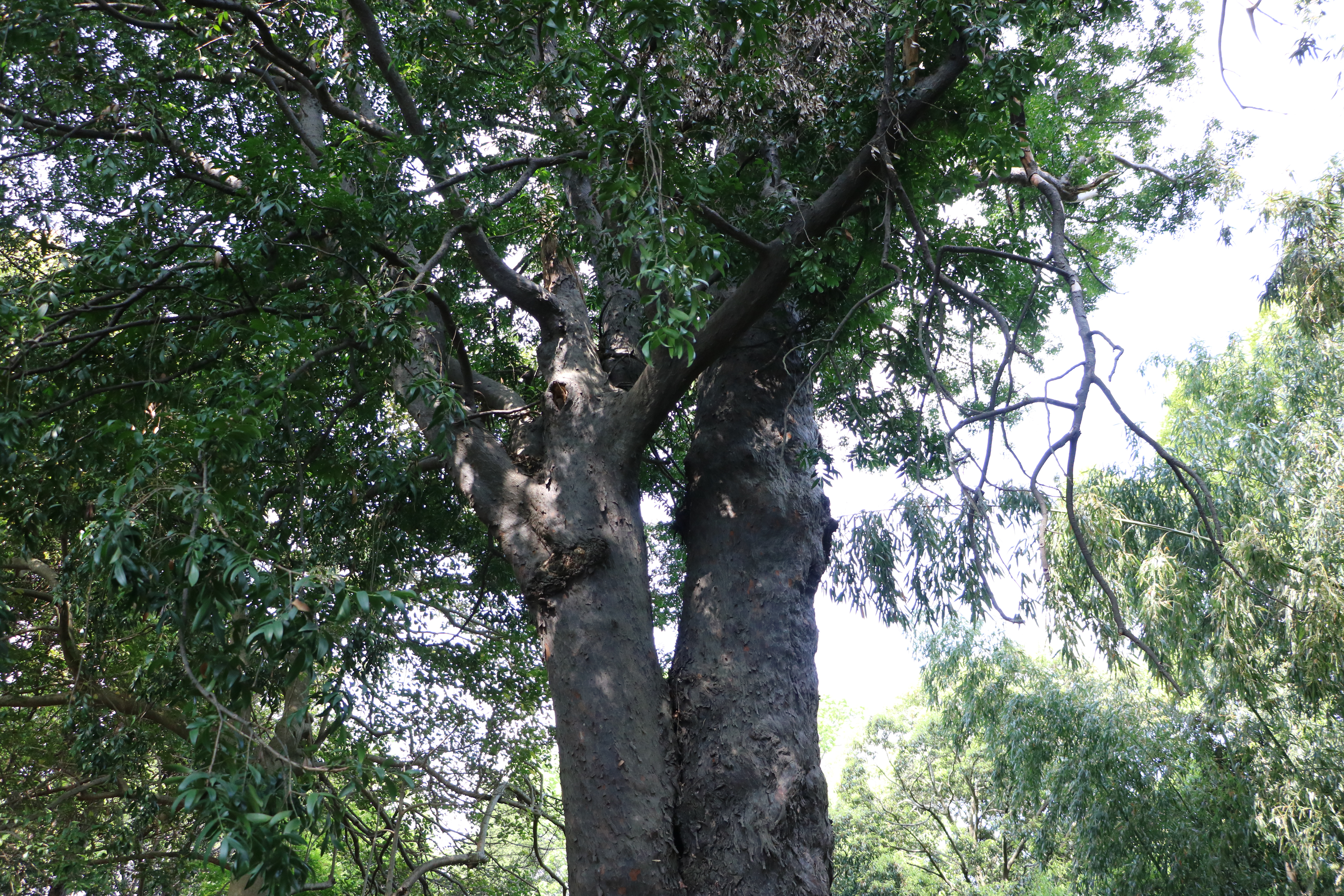
4. 牛久保のナギ

## 人間との関わり

### 文化
日本では、古くから神社に植栽されている（下図5）。奈良県奈良市の春日大社のナギ林は日本の天然記念物に指定されており（上記参照）、大木は樹齢1,000年以上になるとも伝えられている。春日大社では神事にサカキ（榊）ではなく、このナギを使う。和歌山県には特に多く、熊野権現においてナギは神木とされ、熊野神社ではナギを玉串とし、ナギの葉の上に供物をのせる。『保元物語』には、信者がナギの葉をかざして熊野詣をすることが記されている。新宮市の熊野速玉神社にはナギの大木があり、伝承によれば平重盛によって寄進されたという。この熊野新宮で御神木として扱われたたため、熊野信仰の広まりとともに、広く神社に植えられるようになったと考えられている。神社の中には、ナギの代用木としてモチノキを植えている場合もある。
その名が凪（なぎ）に通じることから、葉が船のお守りとされた。また男女間に波風が立たないように、あるいはナギの葉が切れにくいため縁が切れないように、女性が夫婦円満や縁結びのお守りとして鏡の裏にナギの葉を入れる風習があった。鏡の裏にナギの葉を入れておくと、会いたい人の姿が鏡の表に現れるという迷信もあったといわれる。また、夫婦縁が強いことを示す説話もいくつかあるという。
ナギの葉を基にした家紋も多く、特に熊野信仰に関わる一族に多い。

### 利用
世界各地で庭園、並木、生け垣、墓地などに植栽される。斑入り（フイリナギ）や細葉（ホソバナギ）、円形の葉（マルバナギ）などの園芸品種もある。寒さには弱いため、関東地方では若木に寒さよけを必要とする。肥沃で深い土壌を好む。害虫としてルビーロウカイガラムシがつきやすい。
材は硬く耐水性があり、建築（床柱など）、橋、家具、桶、柩（ひつぎ）、彫刻などに用いられる。
樹皮に大量のタンニンを含むため、皮なめしや染料に利用される。また材から抽出された精油は、アロマテラピーに利用される。
生薬とされることもあり、根や樹皮は筋肉痛や関節痛に、葉は骨折や外傷の出血に煎液を外用する。
種子からは油がとられ食用に利用されることがあり、また古くは神社の灯火用に使われた。

### 名称
「ナギ」の名は、葉の形がミズアオイ科のコナギ（古名はナギ）に似ているためともいわれる。同じミズアオイ科のミズアオイの古名もナギである。また葉が横にはちぎれにくいため、「チカラシバ」や「コゾウナカセ」、「ベンケイナカセ」ともよばれる。